# Grattacielo Axel Springer
Il grattacielo Axel Springer (in tedesco: Axel-Springer-Hochhaus) è un edificio alto 78 metri situato a Berlino in Germania, progettato da Melchiorre Bega e costruito tra il 1959 e il 1965 per ospitare la sede del gruppo editoriale Axel Springer.